# الضفة الأخرى (مسلسل)
الضفة الأخرى هو مسلسل تلفزيوني عراقي عرض في عام 1996.

## الممثلون
- عبير فريد
- أحمد شكري العقيدي
- آسيا كمال
- ميثم صالح